# 幸福的味道
《幸福的味道》（日語：幸福のスープはいかが？），是日本放送協會（NHK）與香港電台（RTHK）共同製作的一齣戲劇，以高清製作，分上下兩集，上集由RTHK於香港拍攝，下集由NHK於日本拍攝。

## 製作緣由
據香港電台采訪港方監製蔡貞停所說，2006年香港電台電視部製作的小品戲劇《夜不眠》應邀在國際影視展放映時被NHK戲劇部部長看到，為之驚訝。而日劇在香港的知名度以及香港電台想因此了解日本電視的製作方式和學習高清製作，因此港台向NHK提出合作拍攝戲劇的想法。而NHK方面雖在大河劇製作上具有明顯優勢，但其他戲種尤其是青春劇方面的收視則不及商業電視，所以NHK希望在題材或手法上尋求新的創意，以吸引年青觀眾。在隨後的一次國際會議上，NHK總裁正式向港台廣播處長提出合作邀請。
2008年5月7日《幸福的味道》攝製組正式在香港中環橫街後巷舉行開機禮正式開拍。

## 拍攝情況
《幸福的味道》采用的是分工合作拍攝的方式製作。香港電台和日本放送協會都各派有製作組負責香港和日本的外景工作。在日本共選取东京、四国香川县和北海道利尻岛作為日本的外景拍攝地。劇中香港部份由港台負責拍攝，日本部份由NHK負責拍攝。港台對於香港部份的演出，除了男主角來自日本和女主角來自台灣外全使用本地演員。而前期劇本構思和後期剪接等工作則由兩台共同合作，製作費用則兩台共同分擔。
在原先的劇本中，港台方面希望製作反映兩地社會問題的戲劇，但NHK的監製看到劇本開頭就有手拿保險單從天台跳下的場面就認為初次合作不宜製作描繪陰暗面的東西，故而經過討論，確定以兩地的飲食——「魚蛋粉」和「烏冬麵」作為主軸貫穿整個故事。
演員方面，男女主角是由雙方相互挑選而來的，即港台把一些女演員的圖片交由NHK，由NHK選擇；同樣NHK也把一些日本男演員的資料給港台，由港台挑選。NHK之所以選擇劉心悠是認為其符合劇中女主角的氣質，能被日本觀眾所接受。而日方對於午馬和元秋的加盟也感到滿意，認為兩人在日本有不少的粉絲，對本劇有一定的吸引力。

## 故事大綱
故事背景在2008年。林美蘭（劉心悠飾）從加拿大回到香港外公的魚蛋粉店幫忙。在1997年香港回歸時年幼的美蘭與母親離開香港移民加拿大，美蘭記憶中的香港和自己的回憶只有在魚蛋粉中尋到。而疾病纏身的外公（午馬飾）面對舊區要遭市區重建局清拆，只好默默承受這一切。而美蘭要把這一切留住，卻發覺自己力不從心。
而處於日本東京的青年田尾哲也（成宮寬貴飾）打散工，寄居在網吧，想脫離父母親的束縛。因要去香港照顧自己女朋友的小貓而來到香港，與美蘭住在一處舊樓而相遇相識這個懂日語的直率的女子。後來哲也因為被自己女友的新男友驅離而投靠美蘭家，幫魚蛋粉店洗刷碗筷。
面對舊區清拆，美蘭的母親（元秋飾）來到香港卻美蘭和美蘭的外公打算放棄這家粉店，爲了讓他們從拾魚蛋粉的信心，美蘭故而四處嘗遍各種湯粉，學習魚蛋粉的製作，但做出的魚蛋粉仍然不為人所滿意。因這間老店和外公對味道的執著，故而讓他想起自己的家，憶起父親同樣對傳統烏冬麵的固執以及對食材的要求。在反思中決定回去日本家鄉，重新拾起這門手藝，同時回去日本尋找能救活魚蛋粉的方式。
而由於兩人在香港相處使兩人日漸生情。在哲也離開香港回去日本後，美蘭也跟著到了日本與哲也相會并一同去到香川縣的家。儘管父子關係不好，但在美蘭與哲也的對心中目標的執著，最後學成烏冬麵，回到香港給外公品嘗。雖沒有外公自己心中的味道好，但也得到滿意的評價。而外公也告訴他們，這碗魚蛋粉就是美蘭和哲也共同調配出的味道。
四年後（2012年）兩人結婚并育有一女，同時開有以流動的小魚蛋粉店，算是對那時已過世的外公的一種敬意。

## 演員
- 劉心悠飾演林美蘭
- 成宮寬貴飾演田尾哲也
- 午馬飾演美蘭外公
- 元秋飾演美蘭母親
- 塩見三省飾演田尾茂雄（哲也父親）
- 飾演美惠子（哲也母親）
- 梁漢文飾演Ray（林美蘭男友）
- 何貴林飾演標叔
- 林小湛飾演劉女士
- 馮偉林飾演的士司機
- 馬凱儀飾演哲也女友
- 張堯飾演北京男友
- 黃煒琳飾演美蘭（幼少）
- 山崎満飾演仙法志
- 山崎裕太飾演同級生
- 椿原幹子飾演君江
- 森崎博之飾演漁協人員
- 音尾琢真飾演漁協人員２
- 室岡優吾飾演哲也（幼少）

資料來源： （页面存档备份，存于）

## 工作人員

### 香港電台
- 監製：蔡貞停
- 編導：馮家鍵
- 編劇：陳志樺
- 執行監製：羅志華

#### 香港電台攝製組
- 副導演：陳志恒
- 片頭設計：張義禮
- 美術指導：馮靜琪、廖凱琳
- 平面設計：陳凱瑩、鄭秀雲
- 服裝指導：鄭慧瑩
- 服裝：潘國鈾、黃日安
- 化妝：馮祖德
- 髮型：關玉珍
- 攝影指導：賴憶南
- 攝影助理：劉建泰、吳文漢
- 燈光指導：黃新平
- 錄音：梁超榮、楊永雄
- 剪接：趙卓文
- 製作助理：袁禮誼、何秀蘭、徐丹鳯、葉芷華
- 場記：倫貝琪
- 助理編導：陳志恒
- 翻譯：林沛濂

### 日本放送協會
- 監製：六三浩一
- 導演：福井充廣
- 音響設計：和田尚也
- 配樂：森 英治（日语：森英治）（S.E.N.S. Company（日语：センスカンパニー））

#### 日本放送協會攝製組
- 副導演：家次勲、丸山文正
- 美術指導：荒井敬、奧野朝子
- 美術設計：萩原春樹
- 服裝指導：三浦久美子
- 化妝／髮型：仲原功
- 攝影指導：岡田裕
- 攝影助理：細野和彥
- 燈光指導：橋本勝
- 錄音：山賀勉、河野稔、倉林稔
- 剪接：石川真紀子
- 影像技術：龍口健二、山內伸二
- 讚岐方言指導：椿原幹子
- 翻譯：林志偉

資料來源： （页面存档备份，存于）

## 播出日期
香港：
- 2008年9月6日及13日（無綫電視翡翠台）
- 2008年11月2日（aTV9高清頻道）
- 2014年2月9日及15日（港台電視31）

日本：
- 2009年3月26日及27日 (NHK日本放送協會)

## 花絮
- 來港拍攝此劇的日本演員成宮寬貴來港印象最深刻的就是拍攝外景時出現20只蟑螂，結果要靠劉心悠幫他踢飛成宮身邊的蟑螂。[2][3]
- 成宮寬貴因來港拍攝此劇而喜歡香港文化，香港旅遊發展局把2009年定為“日本香港观光交流年”，邀請成宮寬貴為親善大使。[4]
- 成宮寬貴在2009年3月5日出席NHK舉辦的《幸福的味道》試映會上說兩地拍攝文化不一樣，不像日本需要彩排預拍，而且拍攝期間還有演員的電話響起的情況發生。[3]
- 女主角劉心悠爲了拍攝此劇特地在開拍前一星期練習日語，雖然練得一口流利的日語，但還是因此NG九、十次[5]。其實劇中她的粵語并非其母語，而是在拍攝此劇前些年頭來港發展時苦練而成的。

## 外部連結
- 《幸福的味道》日本放送協會官方網站
- 港日合作劇集《幸福的味道》日本首播 （页面存档备份，存于）
- 成宮寛貴と国際恋愛！人気女優アニー・リウは日本語にこりごり…？―香港[永久] （日語）